# Orange Juice
Orange Juice foi uma banda escocesa, formada em Glasgow, em 1976. A banda é mais conhecida pelos hits de sucesso moderado como Rip It Up (que alcançou o número 8 no UK Singles Chart em fevereiro de 1983)
, Falling And Laughing, L.O.V.E. Love (cover de Al Green), Flesh Of My Flesh e entre outros.

## Historia
Originalmente chamada de The Nu-Sonics, a banda contava, além de Edwyn Collins, o guitarrista James Kirk, o baixista David McClymont e o baterista Steven Daly. A banda foi rebatizada em 1979, quando adotou um postura menos punk e mais ‘romântica’, por conta da interpretação ‘soul’ de Collins. Nesse mesmo ano, já com novo nome, Orange Juice assinou com o selo Postcard.
Pela Postcard, Orange Juice gravou apenas quatro singles e deixou um disco inacabado. O primeiro single do Orange Juice foi ‘Falling and Laughing’, gravado, segundo conta a lenda por menos de 100 pounds. Em seguida, ainda pela Postcard, vieram ‘Blueboy’, ‘Simply Thrilled Honey’ e ‘Poor Old Soul’. Em meio às gravações do que seria o primeiro disco, a banda trocou de selo, indo para a major Polydor, por onde deslanchou a curta carreira.
Na Polydor, gravou três discos: ‘You Can’t Hide Your Love Forever’ (1982), com clara referência aos Beatles, ‘Rip It Up’ (também de 1982) e ‘The Orange Juice’ (1984), além de um EP, ‘Texas Fever’ (1984).
Em 2005, o selo Domino lançou um álbum especial da banda, contendo CD e livreto com sua história. Batizado de ‘The Glasgow School’, o álbum resgata os quatro singles da Postcard, as músicas de ‘Ostrich Churchyard’, disco lançado em 1992 com a primeira versão de ‘You Can’t Hide Your Love Forever’.

## Discografia

### Álbuns de Estúdio
- "You Can't Hide Your Love Forever" (1982)
- "Rip It Up" (1982)
- "Texas Fever" (1984)
- "The Orange Juice" (1984)

### Singles
- "Falling and Laughing" (1980)
- "Blue Boy" (1980)
- "Simply Thrilled Honey" (1980)
- "Poor Old Soul" (1981)
- "Wan Light" (1981)
- "L.O.V.E. Love" (1981)
- "Felicity" (1982)
- "Two Hearts Together" (1982)
- "I Can't Help Myself" (1982)
- "Rip It Up" (1983)
- "Flesh of My Flesh" (1983)
- "Bridge" (1984)
- "What Presence" (1984)
- "Lean Period" (1984)

### Compilações
- "In A Nutshell" (1984)
- "The Esteemed - The Very Best Of Orange Juice (featuring Edwyn Collins) (1992)
- "Ostrich Churchyard" (1992)
- "The Heather's On Fire" (1993)
- "The Glasgow School" (2005)
- "Coals To Newcastle" (2010)